# Микулин, Григорий Иванович
Григо́рий Ива́нович Мику́лин (XVI — начало XVII века) — русский дворянин, опричник, глава посольства в Англию 1600—1601 годов.

## Биография
Сведений о происхождении Микулина не сохранилось. Летом 1571 и весной 1572 был поддатнем у рынды царевича Ивана Ивановича в опричном походе на Новгород в опричнине. В 1590 году служил под Нарвой с сотней черкесов. В 1591 г. голова у черемис и мордвы. Позднее был отправлен на Урал — в 1595 был товарищем воеводы Б. И. Полева в Пелыме, в 1596—1597 служил в Берёзове. Известно, что в это время у него были поместья в Вяземском уезде площадью 499 четвертей (при окладе 600). В 1600—1601 годах, при Борисе Годунове, возглавлял посольство в Англию. В 1604 г. — голова в Орле, перешел на сторону Лжедмитрия. В 1605 г. Микулин, будучи стрелецким головой, осуществлял в Ярославле карательные действия против открыто поносивших царя стрельцов. За ревность при искоренении измены среди стрельцов пожалован Лжедмитрием I в думные дворяне. Согласно «Новому летописцу» Микулин своими руками убил («рассек на части») стрельцов, заподозренных в измене, за это был пожалован в чин думного дворянина: «той же Рострига ево пожаловал и от головства ево оставил и даде ему думное дворянство». После убийства Лжедмитрия пытался бежать на Польшу, но был схвачен в селе Вяземы. В 1610 г. Микулин вместе с другими бывшими сторонниками Лжедмитрия I присягнули на верность Василию Шуйскому.

## Посольство

### Цели и итоги
Формальной целью было уведомление королевы Елизаветы о воцарении Бориса Годунова. Однако не менее важными были другие задачи, возложенные на посольство — уяснение международных связей между европейскими и ближневосточными государствами. В частности, необходимо было выяснить характер отношений между Англией и Турцией и обозначить интересы Русского царства, заключающиеся в союзе с европейскими государствами против Турции. Слухи о том, что Англия помогает Турции в войне с Австрией, были опровергнуты.[кем?]
Другой задачей было выяснение позиции Англии по польско-шведской войне — до царя дошли слухи, что английский флот помогает полякам против шведов. Было выяснено, что, хотя перевозка польских войск английскими торговыми кораблями и имела место, она происходила без ведома королевы.
В 1599 году у берегов Кольского полуострова датские военные корабли ограбили 3 английских рыболовецких судна. К датскому королю были отправлены русские послы с требованием наказать виновных, а Микулину было велено посоветовать англичанам поступить также, а в дальнейшем ставить корабли близ русских острогов, которые могли защитить их в случае необходимости.
Русское правительство было заинтересовано в привлечении западноевропейских врачей, «мудрых и мастеровых людей». В результате посольства на Русь были привезены три иностранных специалиста, а, кроме того, после отъезда посольства королева отправила к царю аптекаря Джеймса Френчема (уже бывавшего в Москве в 1581 году).

### Хронология
Посольство, возглавляемое Г. И. Микулиным и подьячим Иваном Зиновьевым, прибыло в Архангельск 9 июля 1600 года. Оно, помимо переводчика Андрея Грота, состояло из 21 человек, включая священника. 16 августа они, на 13 английских кораблях, отправились в Англию, куда прибыли на 33-й день. До Лондона добрались по Темзе. 14 октября состоялась аудиенция у королевы Елизаветы.
3 ноября 1600 года во дворце была проведена конференция с министрами, на которой обсуждались политические вопросы. Всего за время пребывания в Лондоне состоялось несколько личных встреч с английскими и шотландскими чиновниками, а также с австрийскими баронами.
16 мая 1601 года состоялась прощальная аудиенция, на следующий день после которой послам была вручена ответная грамота. 23 мая корабли с посольством отправились в Архангельск, куда прибыли 14 июля.
Микулиным и Зиновьевым был составлен статейный список. В нём, помимо обстоятельств посольства, описан также английский быт, в том числе упоминается восстание Эссекса, рыцарские турниры, служба в протестантской церкви.